# Acrossocheilus xamensis
Acrossocheilus xamensis és una espècie de peix cipriniforme de la família dels ciprínids.

## Morfologia
Els mascles poden assolir els 15,8 cm de longitud total.

## Distribució geogràfica
Es troba a Laos.